# Fernando Errázuriz
Fernando Errázuriz Aldunate o Fernando de Errázuriz y Martínez de Aldunate (Santiago, 1 de junio de 1777—ibídem, 16 de agosto de 1841) fue regidor, diputado, senador, miembro de la Junta de Gobierno, Director Supremo Delegado, Presidente provisorio y Vicepresidente Accidental de la República de Chile y después en calidad de provisorio.

## Primeros años de vida
Fue el segundo de los hijos varones de Francisco Javier de Errázuriz y Madariaga y de Rosa Martínez de Aldunate y Guerrero y el que estaba destinado a ocupar la más alta jerarquía en los agitados días de la emancipación de Chile. Fue bautizado por su tío José Antonio de Errázuriz Madariaga en la parroquia del Sagrario el 19 de junio de 1777, siendo sus padrinos José Guerrero y Mercedes Madariaga.
Terminados sus estudios preliminares, prosiguió los superiores en la Real Universidad de San Felipe y allí cursó los cuatro años de Teología, eximiéndose en 1793 sobre las 332 cuestiones exigidas. Su recepción a los Grados superiores originó violentas polémicas en esa época en que los bandos de los Larrain y de los Eyzaguirre se disputarán la supremacía de la Universidad“. Errázuriz, partidario de una reforma de los estudios y de una mayor libertad espiritual, inició su carrera jurídica el 4 de junio de 1800, después de una brillante práctica en la Real Audiencia.

### Matrimonio e hijos
Fernando Errázuriz Aldunate contrajo matrimonio en la catedral de Santiago el 2 de octubre de 1801 con María del Carmen Sotomayor, hija de Francisco de Sotomayor y Serrano y de María de la Concepción Elzo y Ureta. Su suegra era hermana de Juana de Dios Elzo, esposa de Santiago de Errázuriz Madariaga, su tía política por consecuencia, que al mismo tiempo era la carnal de la novia. Es de suponer su influencia para la realización de esta boda de familia. Los novios estaban ligados, además, por un lejano parentesco, pues ambos procedían de la estirpe de Carrera. La joven desposada, una acaudalada heredera, llevó al matrimonio la respetable suma de $ 36 252.
Fueron padres de ocho hijos: Francisco Javier, Fernando, Dolores, José Manuel, Tadea, Pedro, Mariana y Fidela.

## Régimen colonial
El nombre de Fernando Errázuriz figura por primera vez como político en las postrimerías del régimen colonial, cuando empezó el antagonismo del Cabildo de Santiago con el gobernador García Carrasco. Enrolado entre aquellos que postulaban las nuevas doctrinas de la ilustración o filosofismo del siglo XVIII, en cuanto sonó la hora de la Independencia, fue, como escribe Manuel A. Tocornal, “uno de los chilenos más decididos por la causa de la libertad”. Cuando García Carrasco pretendió poner cortapisas para la designación de los miembros del Ayuntamiento que debía regir el 19 de enero de 1809, el Cabildo eligió para el cargo de alcalde ordinario a dos personas que encarnaban lo que podría llamarse el partido reformista: don Fernando Errázuriz y José M. Aranguiz. Es sabido que estos nombramientos contribuyeron a agravar los recelos de aquel Gobernador.
El espíritu progresista del joven Errázuriz lo transformó bien pronto, según expresa Miguel Luis Amunátegui, en “la voz del Cabildo de Santiago”, distinguiéndose entre sus contemporáneos “por el talento y especialmente por la entereza de su carácter” que le permitió ejercer una profunda influencia en el Ayuntamiento y sobre el vecindario. Su firma aparece en todos los actos decisivos que condujeron a un gobierno nacional. Combatió enérgicamente las demasías de García Carrasco y fue el alma de la corriente que sostuvo, con todo atrevimiento en esa época de titubeos, que no debiera reconocerse el Consejo de Regencia de España. Fue el principal promotor de la ruptura del Cabildo con el gobernador. Su nombre es el primero que encabeza las firmas de un memorial que el Municipio de Santiago envió a la Junta Central de España el 14 de noviembre de 1809, exponiendo las competencias y contradicciones ocurridas entre ellos.

## Primera Junta de Gobierno

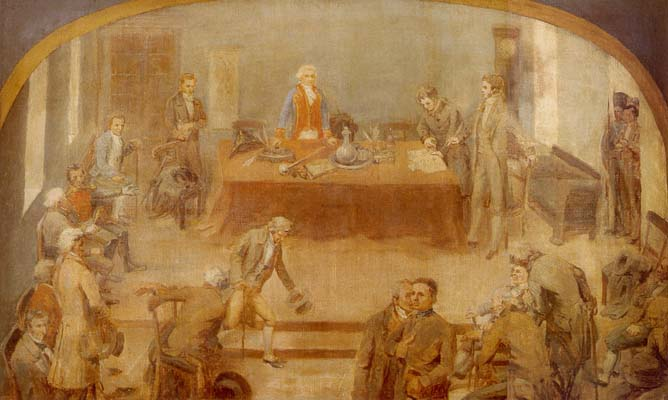
Primera Junta de Gobierno

Cuando el 13 de agosto de 1810, se discutió el juramento que debía prestarse al Consejo de Regencia, Fernando Errázuriz se distinguió entre los patriotas, según refiere el “Diario” de Manuel Talavera, por el ardor con que discutió esta idea. “El Regidor don Fernando Errázuriz -dice- combatió descaradamente el reconocimiento del Supremo Consejo de Regenda, tratando de demostrar los vicios de nulidad que revestía su instalación” y logró imponer este parecer aprobado por mayoría. Mucho más violentos fueron sus ataques a las disposiciones de dicho Consejo manifestados el 12 de septiembre de 1810 y su entusiasta y valiente participación en las agitadas sesiones para lograr que se verificara una Asamblea de corporaciones y vernos que produjo la instalación de la primera Junta de Gobierno, el memorable 18 de septiembre de 1810, cuya acta tuvo el honor de asumir.
Al día siguiente, Errázuriz concurrió en un sitio destacado, en su calidad de cabildante, al brillante desfile cívico militar, “montando en un caballo lujosamente enjaezado” y recorriendo las calles de Santiago en medio de vítores y tambores en celebración del Fausto acontecimiento.

## Primer congreso de Chile
Pocos días más tarde, 22 de septiembre, Fernando Errázuriz fue designado con el título de Comisionado del Gobierno para trasladarse a Valparaíso con el propósito de hacer reconocer allí la nueva Junta. Errázuriz logró el mayor éxito en su gestión, y el día 25 se celebró en el puerto un Cabildo abierto que reconoció y proclamó con toda solemnidad el nuevo Gobierno, celebrando este acto con salvas de artillería, Tedeum en la Iglesia Matriz e iluminación de la ciudad durante tres noches.
En las elecciones que se verificaron el 6 de marzo de 1811, Fernando Errázuriz fue elegido Diputado por Rancagua, en cuyas vecindades se habían deslizado los primeros días de su infancia. El 4 de julio debió abandonar su cargo de Regidor del Cabildo para ocupar el que había sido designado junto con su hermano Francisco Javier que desempeñaba la Alcaldía, cuando se inauguró el congreso que sucedía al Gobierno provisional establecido el 18 de septiembre de 1810.
Este Congreso fue la primera manifestación del régimen representativo de Chile, y aunque estaba, naturalmente, compuesto por gente que carecía de toda noción política, actuó con sincero patriotismo. Sus 42 miembros “encubrían la vaciedad de sus ideas -dice Barros Arana, y la escualidez de su ciencia, con frases ampulosas y con citaciones oportunas o inoportunas de algunos comentaristas latinos”. Aunque la mayoría de sus componentes eran personas ineptas y pacatas que solo aspiraban a un gobierno templado y benigno, habla algunos hombres de cierta cultura y de conocimientos prácticos y progresistas, y entre ellos emergió Bernardo O'Higgins.
“El corto mando directo de la aristocracia santiaguina, representada por Eyzaguirre, los Errázuriz e Infante fue el gobierno con más amplia base de la Patria Vieja. Su pensamiento central se basaba en una intuición de la realidad.
En ese ambiente, Fernando Errázuriz sorteó como pudo las dificultades de todo orden que se suscitaron y sobrevivió a la eliminación que sucedió al golpe del 4 de septiembre que impuso una mayoría de ideas radicales en oposición a las moderadas que antes predominaban allí. En medio de estériles discusiones y de proyectos disparatados se acordaron algunas cosas de verdadero interés, como el censo que se llevó a cabo más tarde; el cementerio fuera de la ciudad, que O'Higgins pudo establecer diez años después, pero sobre todo, le cabe el honor de haber logrado que Chile fuese el primer país de América y uno de los primeros del mundo, en abolir la esclavitud.[cita requerida]
A pesar de la estrecha vinculación que su hermano Ramón tenía con José Miguel Carrera el golpe de Estado y el gobierno de este caudillo debió abrumar el espíritu rectilíneo y legalista de Fernando Errázuriz, y desde su advenimiento se desvinculó de la causa pública, dedicándose a sus negocios particulares.
Cierto es que esto coincidió con la muerte de su padre, en cuyas particiones le correspondió la valiosa hacienda de Tentehue, en Melipilla, en donde se soterró dedicándole sus afanes durante largos años. En ella atravesó el turbulento periodo de la Reconquista en el mayor sigilo y en perfecto anonimato, perseguido por sus ideas libertarias, sufriendo el y su familia crueles, amarguras.

## Patria Nueva
En 1817, después del triunfo de Chacabuco, Fernando Errázuriz vuelve a reanudar sus labores en el Cabildo de Santiago, y es elegido Rector de la Universidad de San Felipe. Como alcalde de la capital se granjea la simpatía de los patriotas y de los hombres de rectitud moral por la probidad de su comportamiento. Las actas edilicias dan testimonio de sus actividades: reprime violentamente los juegos de azar; obliga a una fiscalización espartana de los dineros fiscales; y realiza obras de hermoseamiento de la ciudad.

## Gobierno de O'Higgins
Los últimos meses del gobierno de Bernardo O’Higgins fueron aciagos y una escasez asolaba al país, especialmente en las provincias del sur. Abrumada por las penurias y aburrida por la férrea dictadura, lo aceptable en tiempos de guerra, la opinión pública exigía la convocación de un Congreso que dictase la Constitución definitiva de la República, esperando que esto aliviase sus males. En 1822, Fernando Errázuriz es elegido diputado para la Convención Preparatoria por la circunscripción de Rancagua. En ella trata de alejar por todos los medios a aquellos elementos que por ejercer cargos administrativos podían sufrir la influencia del gobierno; presenta un proyecto de incompatibilidad que es rechazado; es miembro dirigente de la comisión encargada de vigilar el cumplimiento de la libertad de imprenta y no se doblega ante las imposiciones de O’Higgins. “Hombre apasionado -dice Barros Arana-, de una energía extraordinaria, adversario temible por su riqueza, por sus numerosas relaciones de familia y de amistad y más que todo por la impetuosidad de su carácter, Errázuriz no acepta que la Comisión Preparatoria firme un proyecto de Constitución trabajado por mano de José Antonio Rodríguez Aldea y se transforma en el caudillo de la oposición que lucha contra los poderes dictatoriales de O'Higgins.

## Junta de gobierno de 1823

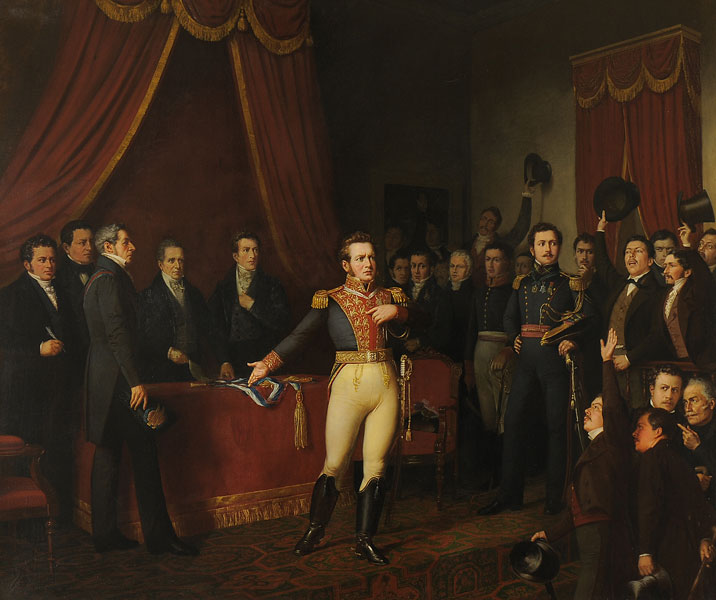
Abdicación de O'Higgins.

En los momentos supremos de la abdicación del prócer, Fernando es el del movimiento colectivo y dirige las escenas finales de su caída con un dramatismo que ha bosquejado en forma magnífica Benjamin Vicuña Mackenna. Errázuriz tuvo en estos sucesos una actuación sobresaliente. Cuando el Director Supremo interpelado por José Miguel Infante, que era corto de genio y hablaba muy mal, le preguntó que con qué derecho se arrogaba la representación de los pueblos que nadie le había otorgado, este intimado, se cortó todo. Fernando Errázuriz salió en su defensa y salvó la situación, contestando que puesto que el país se hallaba convulsionado y en vísperas de una guerra civil, cualquier buen ciudadano tenía derecho para esos males y pedir respetuosamente remedio. En la acalorada discusión que se siguió, se exigió a O'Higgins que depusiera el mando ante una asamblea respetable de vecinos de Santiago, y aceptado al fin este proceder por el Director Supremo, la Comisión popular designó una Junta de Gobierno encargada de los poderes ejecutivos, compuesta por Agustín Eyzaguirre, Fernando Errázuriz y José Miguel Infante, ante quien abdicó, tomándole el juramento de estilo, en una actitud digna y serena que es una de las más hermosas páginas de nuestra historia.
Pocos días después de estos acontecimientos, encontrándose en Valparaíso, O'Higgins dirigió a don Fernando Errázuriz, a quien, sin duda, consideraría el más amigo o el personaje principal de la Junta, la carta que reproducimos en estas páginas y que conserva uno de sus descendientes. Dice así:

Sr. D. Fernando Errázuriz.- Valparaíso febrero 12 de 1823. Muy Sr. mío de todo mi aprecio: Con esta fecha elevo a la Exima. Junta una solicitud que espero encuentre su aprobación, tanto por que conviene a la mayor tranquilidad de la República en el presente estado de cosas, como a mis deseos de alejarme de los tumultos y pretensiones que mi presencia pudiera excitar, bien sea entre las tropas que he creado o entre cualquiera otra clase de gentes. Cuando todo esté tranquiló y mi influjo no sea otro que el de un simple ciudadano entonces volveré a mi amada Patria a gozar de este gran bien. Yo no dudo que penetrado Usted de ésta verdad contribuya en cuanto esté a su alcance al fin indicado teniendo el honor de suscribirme su más atento y obediente -- Bernardo O'Higgins.
Sírvase usted ofrecer mis respetos con mil expresiones a los S.S. Dn. Agustín Eyzaguirre, Dn. Jose Miguel Infante, Agustín Vial y D. Mariano Egaña".

Sin atreverse a tomar una resolución definitiva a causa de la agitación de los tiempos, la Junta contestó lo siguiente:

Exmo. Señor: La Junta ha recibido el oficio en que V. E. solicita permiso para partir a Irlanda por los generosos motivos que en el expone. La Junta asegura a V. E. los sentimientos de la mayor consideración hacia su persona, esperando que esta indicativa sirva a V. E. de suficiente satisfacción. - Entre tanto se allanara a este permiso conforme a las instrucciones de la Junta, que para ello debe adoptar ciertos trámites necesarios, aunque ligeros, puede V. E. descansar tranquilo en la confianza del aprecio que le profesamos.
Dios guarde a V. E. muchos años.-

Santiago febrero 15 de 1823.- Agustín de Eyzaguirre.-Fernando Errázuriz - José Miguel Infante.

La Junta dice Francisco Antonio Encina;

mostró un instinto político que no concuerda con la idea que la historia tradicional ha impuesto sobre su ineptitud. Su cordura y su prudencia iban, sin embargo, a estrellarse contra la insensatez, las aspiraciones y los odios de los de miles elementos que habían concurrido a la revolución; y en otra parte añade: La Junta que sucedió a O'Higgins había desplegado una honradez, un tacto, un espíritu de avenimiento y un patriotismo que nunca se alabarán bastante, sin encontrar comprensión en las provincias y en muchos de los distritos de la propia capital.

Los sentimientos nobles y patrióticos desaparearon bajo una espesa capa de odios, venganzas, insultos y pasiones rastreras. Vio dibujarse a un mismo tiempo los espectros de una odiosa dictadura militar, de la segregación, a lo menos momentánea, de las provincias y de la anarquía. Dentro de la misma capital había tenido que contemporizar con todo corto grupo de turbulentos, locos y pícaros 21. Cuando el 2 de abril de 1823 el general Freire prestó juramento ante el Congreso de Plenipotenciarios y designó su ministerio, se disolvió aquella Asamblea y en su reemplazo se formó con la compuesta por nueve personas, entre los males figuraban los miembros de la antigua Junta, conocida como el segundo Congreso Conservador. Algunos días más tarde, discutió este cuerpo sobre si
Procedía establecer un juicio de residencia a Bernardo O'Higgins, que ciertos espíritus vengativos redamaban con ardor. Fernando Errázuriz, en compañía de Agustín Eyzaguirre, fue de los primeros en oponerse, y pronunció estas nobles palabras, que enaltecen su memoria:

Cualesquiera que fuesen las faltas por qué pudiere ser acusado el ex Director Supremo, los inmensos servicios que éste ha prestado a la Patria, lo ponen fuera del alcance de todo juicio de residencia y el solo hecho de provocarlo sería una injustificable ingratitud y una deshonra para Chile

## Supremo Director Delegado

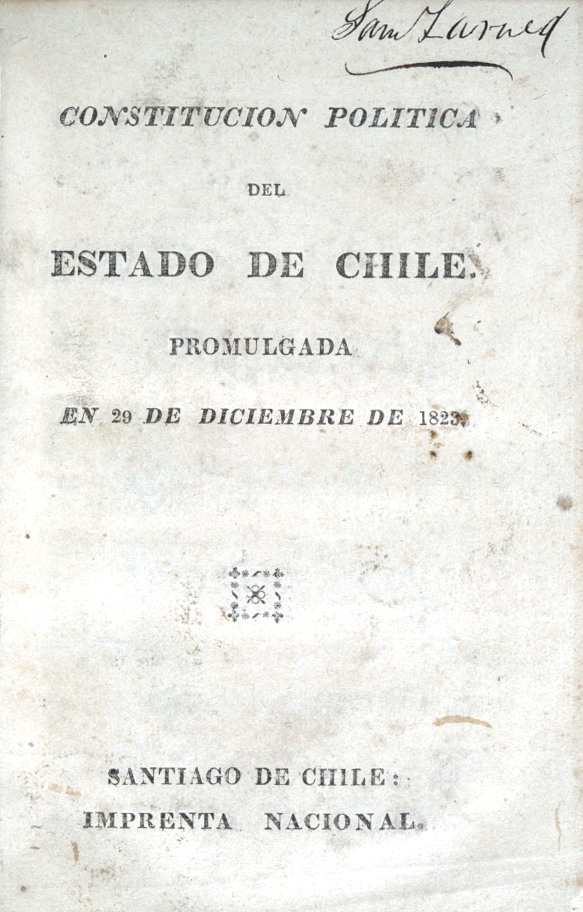
Constitución Chile 1823

Bajo el gobierno del general Ramón Freire se firmó la utópica Constitución llamada del 23. El general Freire debió ausentarse para dirigir la compañía de Chiloé y en el Senado, que en su sesión inaugural habrá conferido a Errázuriz la presidencia de ese cuerpo, lo designó para ejercer la primera magistratura de la nación, mientras durase la ausencia del General. En el desempeño de su altas funciones, el Supremo Director Delegado trató de influir para que el Senado aprobara las propuestas de la firma Portales, Cea y Cía.”, en la que estaba interesado su hermano Ramón, pero sus gestiones no tuvieron éxito, como lo veremos más adelante. El 29 de mayo de 1823, Errázuriz nombró a Mariano Egaña, que junto con Benavente y Pinto formaban su ministerio, como representante de Chile ante el Gobierno de Gran Bretaña y otros países europeos.

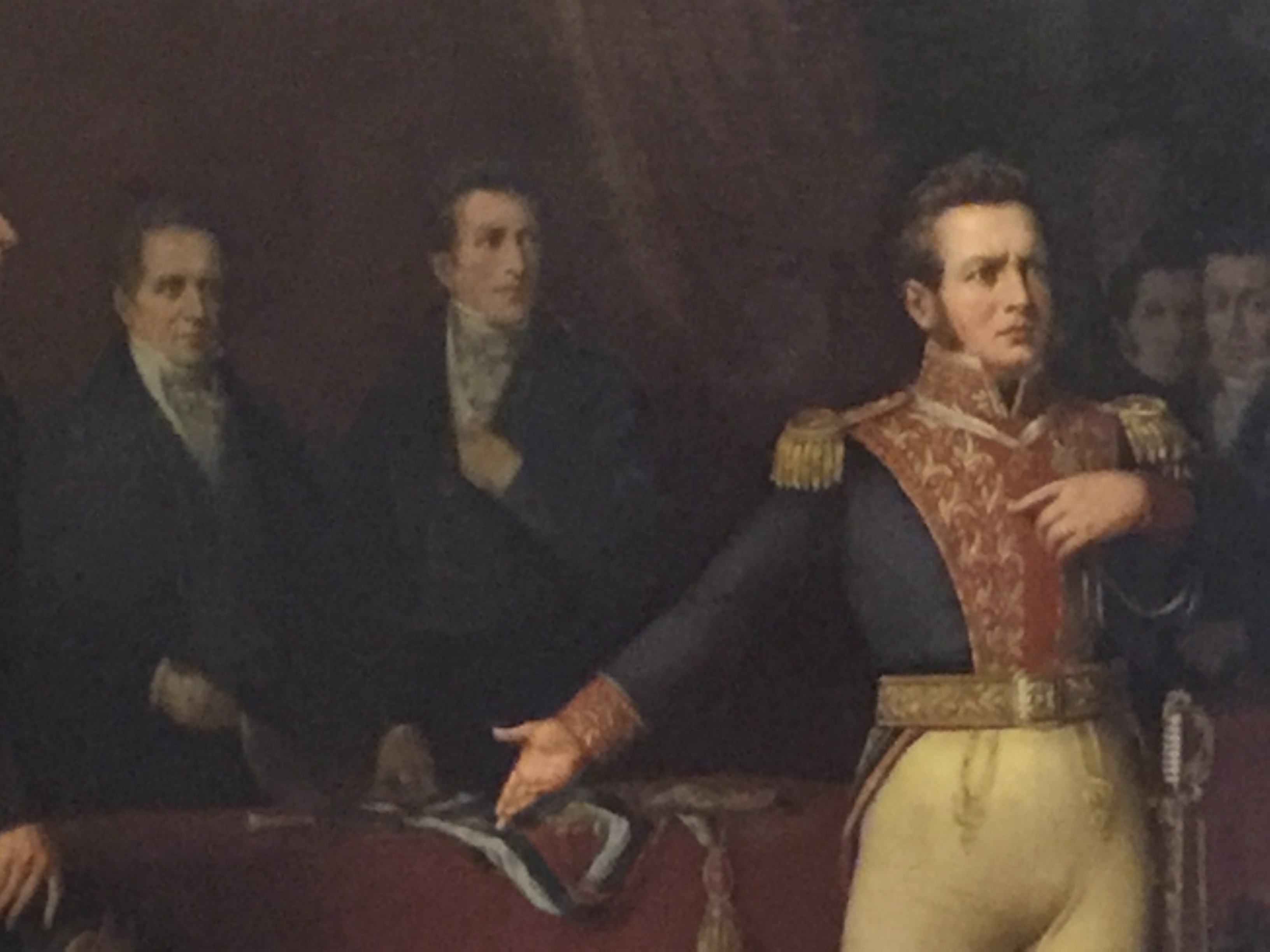
Eyzaguirre, Errázuriz y O'Higgins, 1823

Poco después le tocó presidir la solemne recepción que la ciudad hacia a Herman Allen, primer ministro Plenipotenciario de Los Estados Unidos en Chile. El pueblo celebró con salvas de artillería y general regocijo el reconocimiento que hacia su gobierno de la independencia de las repúblicas americanas. Don Fernando Errázuriz contestó el discurso del festejado, expresando nuestra gratitud por el reconocimiento y por la reciente declaración del Presidente Monroe, que las ponía a cubierto de las anunciadas coaliciones de las monarquías europeas. Pero, desgraciadamente, bien pronto el gobierno provisorio, había de tropezar con dificultades de todo orden que entrabaron su marcha regular: perturbaciones interiores, temores de una reacción realista, controversias con los representantes del Perú por el reconocimiento de la deuda de ese país, vagos y repetidos anuncios de conspiraciones. etc. La famosa Constitución de 1823 en la que se cifraban tantas esperanzas, proclamada con tanto entusiasmo, terminó en un gran fracaso, y cuando el general Ramón Freire regresó del sur y asumió de nuevo el mando, después de seis meses de ausencia, procedió a suprimirla y se revistió de todos los poder público. Disuelto más tarde el Congreso, el general Freire creó un Consejo Consultivo de Gobierno el 12 de octubre de 1825, compuesto por los Ministros de Estado y algunos altos funcionarios. Fernando Errázuriz y Diego Portales formaron parte de este Consejo, como representantes de los propietarios y de los comerciantes, respectivamente.

## Presidente provisorio y Vicepresidente de la República de Chile
Los achaques de su salud obligaron a Fernando Errázuriz, que sin duda estaría decepcionado con el desorden y los cuartelazos que se sucedían bajo los gobiernos de Freire y de Pinto, a retirarse al campo.
Su nombre vuelve a figurar en la causa pública, cuando el país parecía ya hastiado de la anarquía, figurando entre los “estanqueros” como miembro del Congreso de Plenipotenciarios de 1830. Designado Vicepresidente de esta Asamblea, interviene en la aprobación de las leyes sobre secuestro y venta de los bienes de los regulares y su devolución a los antiguos poseedores. El 8 de marzo de ese 1830, en vista de la gravedad de la salud del vicepresidente Ovalle, el Congreso lo eligió Presidente Provisorio del Estado. Desde su alto cargo en el Congreso, Errázuriz se había ocupado en preparar la reforma del reglamento de elecciones para evitar los abusos e irregularidades que se habían observado en anteriores comicios. El 15 de marzo se efectuaron las elecciones de electores de Presidente y el 22 el Congreso de Plenipotenciarios designó al general Prieto como Presidente accidental de la República y como Vicepresidente se eligió a Fernando Errázuriz, con poderes para asumirla basta que el propietario que resultara electo en definitiva se recibiere constitucionalmente del mando. Como Prieto no podía abandonar la Intendencia de Concepción, impedido por imperiosos deberes, Fernando Errázuriz desempeñó el gobierno provisorio durante seis meses.
Efectuadas las elecciones presidenciales por medio de electores designados popularmente el 5 de abril de 1831, el general Prieto fue elegido presidente con 207 votos y don Diego Portales obtuvo 180 para el cargo de Vicepresidente. El 19 de junio de ese año, se abrió solemnemente el nuevo Congreso Nacional que reemplazaba al de Plenipotenciarios y estaba compuesto por 13 Senadores y 38 Diputados. La nueva Asamblea recibió al vicepresidente Errázuriz, quien felicitó al país por el restablecimiento del orden, que debía ser ya definitivo, y Diego Portales, Ministro del Interior, leyó un extenso mensaje que trazaba un proyecto de sana administración, que se cumplió plenamente y realzaba los beneficios de un año de par.
En su alto cargo, Fernando Errázuriz tiene el honor de haber firmado la convocatoria a la Gran Convención para reformar la Constitución del Estado, de donde nació la llamada del 33, que nos ha regido cerca de un siglo, encargándose a Mariano Egaña de su codificación.
El 31 de agosto, el vicepresidente Errázuriz se vio obligado a aceptar la renuncia que don Diego Portales hacia de sus ministerios con gran insistencia, designando para reemplazarlo a su propio hermano Ramón Errázuriz. Fernando agradeció la colaboración de Portales en los términos más elogiosos y proféticos, reconociendo que sus fatigas y desvelos le habían dado la gloria de ver convertido al país, al que la desgracia tenía envuelto en la anarquía, en tranquila mansión de libertad y la nación siempre reconocería a sus servicios".
Uno de los últimos actos de la presidencia de Errázuriz de gran trascendencia para el porvenir, fue el ascenso del coronel don Manuel Bulnes al rango de General de Brigada.
El 18 de septiembre de 1831, Fernando Errázuriz entregó el mando al general José Joaquín Prieto y siguió desempeñando su cargo de senador hasta 1834, en que fue reelegido nuevamente por un nuevo período de tres años. Desde esa fecha no volvió a figurar en la política porque su salud no se lo permitía, y se retiró a vivir casi permanentemente en su hacienda de "Lo Espejo", donde testó algunos años después.

## Sus bienes y fortuna
Las ocupaciones y vaivenes de la política no le impidieron ocuparse con interés de sus negocios particulares, ya que invirtió con sagacidad la cuantiosa dote de su esposa y la suya propia. El hecho es que cuando falleció, en 1841, dejó a sus hijos cinco latifundios, uno de los cuales dividió en tres hijuelas, a sus hijas su residencia de la calle de las Monjitas, muebles, joyas y plata labrada. Solamente las propiedades rurales fueron estimadas en una suma aproximada a $600.000, lo que constituía entonces una fortuna. Fernando Errázuriz era, por cierto, el más acaudalado de los hermanos y considerado como un magnate.
Además de las tareas del foro, que poco conocemos, se dedicó desde muy joven a los afanes del comercio. Formó sociedad con su padre y sus hermanos que luego siguió con Ramón Errázuriz, el cual, por hallarse desvinculado de los movimientos emancipadores y por su carácter bondadoso y ecuánime, no despertaba mayor inquina a las autoridades en los azarosos tiempos de la Reconquista. Pudo así, pues, ocuparse de los negocios de sus hermanos, que figuraban a su nombre.
En las particiones de los bienes paternos, terminadas en 1819, le correspondió a Fernando Errázuriz la suma de $21.000. Se adjudicó la hacienda de Tentehue, vecina a la de Popeta, que se componía de 2492 cuadras planas, las tres cuartas regadas en la suma de $50.000. Luego compró la de Culiprún, que se segrego de la de Popeta con la cual formaba un solo cuerpo y en 1830, cuando falleció su tía doña Juana de Dios Elzo, adquirió la hacienda de Tagua-Tagua de acuerdo con las disposiciones de esta, que ordenaba en su testamento que fuese preferido en la compra de esta propiedad, por el desinterés con que había manejado sus negocios y el mutuo cariño que se profesaban. Fernando Errázuriz poseían además otra hacienda situada en Rancagua y otra en las puertas de Santiago, que medía más de 6000 cuadras, llamada "Lo Espejo". En esta hacienda histórica se libró la famosa batalla de Maipú y en un plano original de aquella batalla figura un molino, unos potreros y unos cerros llamados "de Errázuriz". Parece indudable que de sus cinco latifundios, el más rico y apreciado entonces era la hacienda de Tagua-Tagua, aunque más tarde, por su proximidad a Santiago y su regadío, la de Lo Espejo adquirió mucho mayor valor a pesar de que la calidad de sus suelos era bastante inferior. Se componía aquella de dos de las cuatro hijuelas en que había sido dividido en 1792 el feudo de los Elzo, antigua encomienda de Pastene, y medía cada una 1230 cuadras planas que contorneaban la laguna que estaba en comunidad. Cuando años más tarde, Francisco Javier Errázuriz Sotomayor, hijo de Fernando y heredero de esta hacienda, procedió a secar la laguna, aparte en su légamo se encontró un inmenso mastodonte o plesiosaurio, extraordinaria curiosidad prehistórica que está en un Museo de Londres. Con la desecación de la laguna, cuyos derechos poseyó por convenio con los circunvecinos, la hacienda de Tagua-Tagua de Francisco Javier Errázuriz Sotomayor redondeaba más de 10 000 cuadras de riquísimos suelos, que constan de un documento hipotecario.

## Muerte

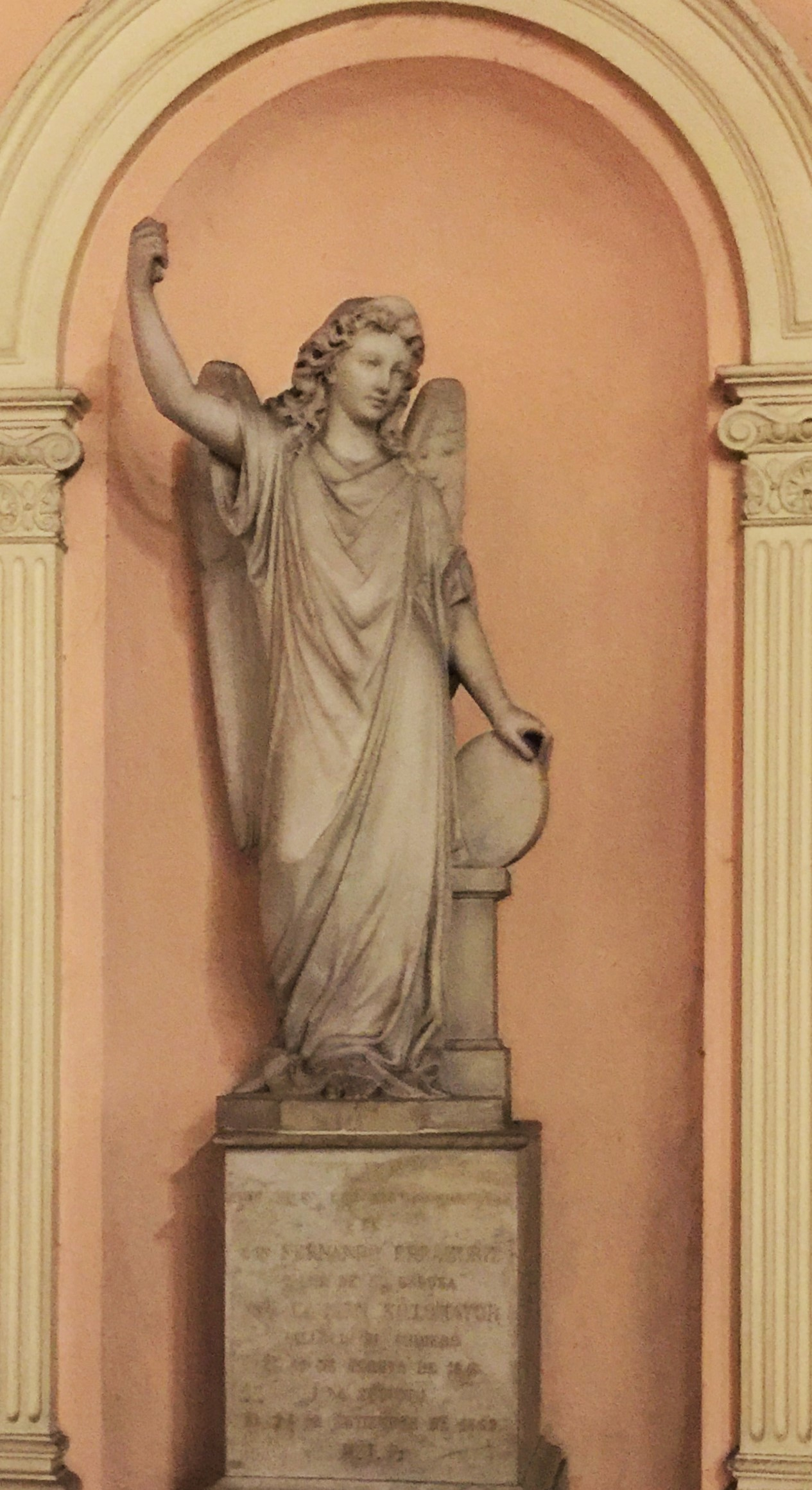
Atrio de Fernando Errázuriz y
María del Carmen Sotomayor Elzo
en la basílica de la Merced

Falleció el 16 de agosto de 1841 y fue sepultado en la basílica de la Merced. Tres años más tarde, el 21 de septiembre de 1844 su viuda, María del Carmen Sotomayor Elzo, dispuso del resto de sus bienes en forma extrajudicial.
Su viuda falleció el 24 de septiembre de 1852. Ella y su esposo están enterrados juntos en el atrio de la basílica de la Merced, bajo un hermoso mausoleo, que tiene el siguiente epitafio: «Aquí yacen los restos de Fernando Errázuriz y los de su esposa, María del Carmen Sotomayor».
| Predecesor: José Tomás Ovalle Bezanilla Vicepresidente | Vicepresidente accidental 8 de marzo - 22 de marzo de 1831     | Sucesor: Él mismo Vicepresidente de Chile               |
| Predecesor: Él mismo Vicepresidente accidental         | Vicepresidente de Chile 22 de marzo - 18 de septiembre de 1831 | Sucesor: José Joaquín Prieto Presidente de la República |